# Butlerita
La butlerita és un mineral de la classe dels sulfats. Va ser anomenada per Carl Lausen l'any 1928 en honor de Gurdon Montague "Monty" Butler, geòleg de mines i professor a la Universitat d'Arizona. És un dimorf de la parabutlerita.

## Classificació
Segons la classificació de Nickel-Strunz, la butlerita pertany a «07.DC: Sulfats (selenats, etc.) amb anions addicionals, amb H₂O, amb cations de mida mitjana només; cadenes d'octaedres que comparteixen costats» juntament amb els següents minerals: aluminita, meta-aluminita, parabutlerita, fibroferrita, xitieshanita, botriògen, zincobotriògen, chaidamuita i guildita.

## Característiques
La butlerita és un sulfat de fórmula química Fe³⁺(SO₄)(OH)(H₂O)₂. Cristal·litza en el sistema monoclínic. La seva duresa a l'escala de Mohs és 2,5.

## Formació i jaciments
A la seva localitat tipus es va formar per oxidació de la pirita en un foc de mina en reacció amb els component per a intentar apagar-lo: aigua, vapor i CO₂. En la mateixa localitat va ser trobat associat amb copiapita. A més a més de la localitat tipus s'ha descrit a l'Argentina, Xile, la Xina, Cuba, Alemanya, Hongria, l'Iran, el Marroc, Polònia, Rússia i els EUA.